# Richard Arnold (general)
Richard Arnold, ameriški general, * 12. april 1828, † 8. november 1882.
Zaradi delovanja artilerije pod njegovim poveljstvom je pomagal pri zavzetju dveh pomembnih konfederacijskih mest, vključno s Mobilom (Alabama).

## Življenjepis
Rodil se je guvernerju Rhode Islanda in kongresniku Lemuelu Arnoldu. 
Leta 1850 je diplomiral na Vojaški akademiji ZDA, nato pa je služil v Kaliforniji in Pacifiškem severozahodu. Kot stotnik je postal pribočnik generalmajorja Johna E. Woola.
Po izbruhu ameriške državljanske vojne je bil poveljnik baterije D 2. artilerijskega polka, s katero se je udeležil prvi bitki pri Bull Runu; med bitko je bil prisiljen zapustiti vse svoje topove. Leta 1862 je služil na različnih štabnih položajih v Armadi Potomaca, pri čemer je bil tudi poveljnik artilerije divizije in pomočnik generalnega inšpektorja 6. korpusa. Po sedemdnevnih bitkah je bil povišan v brigadnega generala prostovoljcev in bil premeščen v Oddelek zaliva, kjer je postal poveljnik artilerije. Na tem položaju je ostal dve leti, razen dveh mesecev ko je bil poveljnik konjenice namesto brigadnega generala Alberta L. Leeja. Po uspešnih bitkah za Port Hudson in za Mobile je prejel brevetni čin generalmajorja.
Po vojni je bil vrnjen na njegov stalni čin stotnika ter bil dodeljen 5. artilerijskemu polku. Leta 1875 je bil povišan v majorja in leta 1882, pet dni pred smrtjo, v podpolkovnika. 
Po njem so poimenovali minopologalec USS Dick Arnold, ki je bil potopljen januarja 1942 med drugo svetovno vojno.